# Добранє (Циста-Прово)
Добранє (хорв. Dobranje) — населений пункт у Хорватії, у Сплітсько-Далматинській жупанії у складі громади Циста-Прово.

## Населення
Населення за даними перепису 2011 року становило 161 осіб.
Динаміка чисельності населення поселення:

## Клімат
Середня річна температура становить 10,90 °C, середня максимальна – 24,38 °C, а середня мінімальна – -3,64 °C. Середня річна кількість опадів – 952 мм.
| Клімат поселення                              | Клімат поселення | Клімат поселення | Клімат поселення | Клімат поселення | Клімат поселення | Клімат поселення | Клімат поселення | Клімат поселення | Клімат поселення | Клімат поселення | Клімат поселення | Клімат поселення | Клімат поселення |
| Показник                                      | Січ.             | Лют.             | Бер.             | Квіт.            | Трав.            | Черв.            | Лип.             | Серп.            | Вер.             | Жовт.            | Лист.            | Груд.            |                  |
| Середній максимум, °C                         | 8,68             | 8,93             | 12,18            | 16,01            | 20,19            | 23,76            | 24,38            | 24,35            | 20,47            | 16,49            | 11,53            | 8,80             |                  |
| Середня температура, °C                       | 2,52             | 2,77             | 6,03             | 9,85             | 14,04            | 17,62            | 19,72            | 19,69            | 15,80            | 11,82            | 6,85             | 4,12             |                  |
| Середній мінімум, °C                          | −3,64            | −3,38            | −0,13            | 3,70             | 7,88             | 11,46            | 15,05            | 15,01            | 11,13            | 7,15             | 2,19             | −0,53            |                  |
| Норма опадів, мм                              | 78               | 70               | 73               | 80               | 62               | 65               | 44               | 57               | 82               | 110              | 126              | 105              |                  |
| Середньомісячна швидкість вітру, м/с          | 2.78             | 3.15             | 3.18             | 2.99             | 2.66             | 2.37             | 2.35             | 2.25             | 2.52             | 2.66             | 3.14             | 3.21             |                  |
| Середньомісячна сонячна радіація, кДж/м²·день | 5531             | 8188             | 11859            | 16109            | 19929            | 22533            | 24235            | 21441            | 15965            | 10395            | 5993             | 4698             |                  |
| --------------------------------------------- | ---------------- | ---------------- | ---------------- | ---------------- | ---------------- | ---------------- | ---------------- | ---------------- | ---------------- | ---------------- | ---------------- | ---------------- | ---------------- |
| Джерело:                                      |                  |                  |                  |                  |                  |                  |                  |                  |                  |                  |                  |                  |                  |